# Pelourinho de Rates
O Pelourinho de Rates situa-se diante da antiga Casa do Concelho de Rates, na atual freguesia de Rates, no município de Póvoa de Varzim, distrito do Porto, em Portugal.
Trata-se de pelourinho mandado erigir na sequência da concessão de foral por D. Manuel I, no século XVI. Rates acabou por perder o estatuto de concelho que o pelourinho simbolizava e foi integrado no concelho da Póvoa de Varzim em 1836.
Este pelourinho foi classificado como Imóvel de Interesse Público pelo decreto 23 122, DG 231, de 11 de outubro de 1933. O pelourinho é constituído por um soco de três degraus circulares bastante altos, embora o térreo seja formado por blocos desconjuntados.
O capitel é um bloco cilíndrico, encimado por anelete rebordante. O conjunto, ao contrário de muitos pelourinhos reconstruidos, parece ser quinhentista.